# Ciclos históricos de Toynbee
En las tesis histórico filosóficas de Arnold J. Toynbee cobran decisiva importancia ciertos ciclos históricos, que le otorgan un carácter dialéctico al devenir de la historia universal. Los más importantes son:
- Incitación y respuesta.
- Paternidad y filiación.
- Retiro y regreso.
- Cisma y palingenesia.
- Caída y recuperación.

Toynbee concibe la historia como un movimiento «hacia adelante», de progresiva «espiritualización» (eterealización, en la jerga toynbeana), en donde las sucesivas sociedades han ido haciendo una trama social a nivel de la humanidad, de complejidad y tamaño cada vez mayores. En ese sentido, los ciclos históricos de Toynbee no llevan a una concepción cíclica de la historia, sino a una en que la historia marcha «hacia adelante», pero con retrocesos que no son otra cosa sino purificaciones de aspectos malos o negativos que impiden seguir progresando. Para explicar esto emplea la metáfora de las «ruedas de carreta», que giran monótonamente sobre su propio eje y no van a ninguna parte por sí mismas, pero que sirven a un fin más trascendente que la rueda en sí misma, cual es el impulsar el vehículo completo que apoyan, hacia adelante.
- Datos: Q5768899